# ZAP (소프트웨어)
ZAP(Zed Attack Proxy의 약자)은 오픈 소스 웹 애플리케이션 보안 스캐너이다. 애플리케이션 보안이 처음이거나 전문 침투 테스터들이 모두 사용하도록 고안되었다.
가장 활발한 OWASP(Open Web Application Security Project) 프로젝트들 중 하나이며 플래그십 지위를 얻었다.
프록시 서버로 사용 시 https를 사용한 트래픽을 포함하여 프록시 서버를 경유하여 통과하는 모든 트래픽을 사용자가 조작할 수 있다.
데몬 모드에서도 실행할 수 있으며 REST API를 통해 제어가 가능하다.

## 같이 보기
- 애플리케이션 보안